# Dino Prižmić
Dino Prižmić (Split, 5. kolovoza 2005.) hrvatski je tenisač. Prižmić ima najbolji plasman u karijeri na ATP pojedinačnoj ljestvici 124. mjesto postignuto 18. kolovoza 2025. Također ima najbolji plasman u karijeri na ATP ljestvici u parovima od 1444. mjesta koji je postigao 16. siječnja 2023.
Prižmić je osvojio naslov u pojedinačnoj konkurenciji juniora na French Openu 2023. godine. Do sada je osvojio 3 ATP Challenger Tour turnira i 5 ITF World Tennis Tour turnira 

### Rana karijera i juniorski uspjesi
Prižmić je kao junior dosegnuo plasman od 8. mjesta na ITF ljestvici početkom 2023. godine. Najveći juniorski uspjeh ostvario je pobjedom na French Openu 2023 u kategoriji juniora, svladavši u finalu Juan Carlosa Prada Ángela sa 6–1, 6–4

### Prvi profesionalni koraci (2022. – 2023.)
U travnju 2022. stigao je do svog prvog ITF finala (M15 u Dubrovniku), gdje je poražen od Gergelyja Madarásza. ATP debi ostvario je iste godine na Croatia Openu u Umagu kao wildcard, gdje je protivnik bio Bernabé Zapata Miralles, a meč je završio njegovim odustajanjem. U 2023. godini zaredao je niz naslova na ITF turnirima (5 naslova), među kojima i onaj u Poreču, što ga je vinulo u svjetski vrh juniora.

### Prelazak na Challenger i ATP tour
Kroz kvalifikacije ušao je u Banja Luka Challenger 2023 i osvojio naslov, čime je postao najmlađi hrvatski Challenger prvak od Borna Ćorića 2014. godine. U Helsingforsk (Stockholm) openu 2023. kvalificirao se u glavni ždrijeb, gdje je svladao šestog nositelja, Jiříja Lehečku, u svom prvom meču protiv Top 50 igrača. U listopadu 2023. dosegnuo je svoj tadašnji renking karijere: 155. mjesto na ATP listi.

### Grand Slam i daljnji uspjesi (2024. – 2025.)
Kroz kvalifikacije je izborio svoj prvi nastup na Grand Slam turniru, Australian Open 2024, gdje je u prvom kolu igrao protiv branitelja naslova i tadašnjeg svjetskog broj 1, Novaka Đokovića. Uzvratio je sjajan otpor – osvojio je 16 gemova i spasio 6 meč-lopti, što je ujedno bila najduža prva runda u Đokovićevoj Grand Slam karijeri.
U 2025. godini, nizom pobjeda na Challengerima (Zagreb Open i Bratislava Open) vratio se među prvih 130 ATP igrača i postao tek drugi Hrvat s tri Challenger naslova kao tinejdžer, uz Maria Ančića.